# Villa Sturmfried

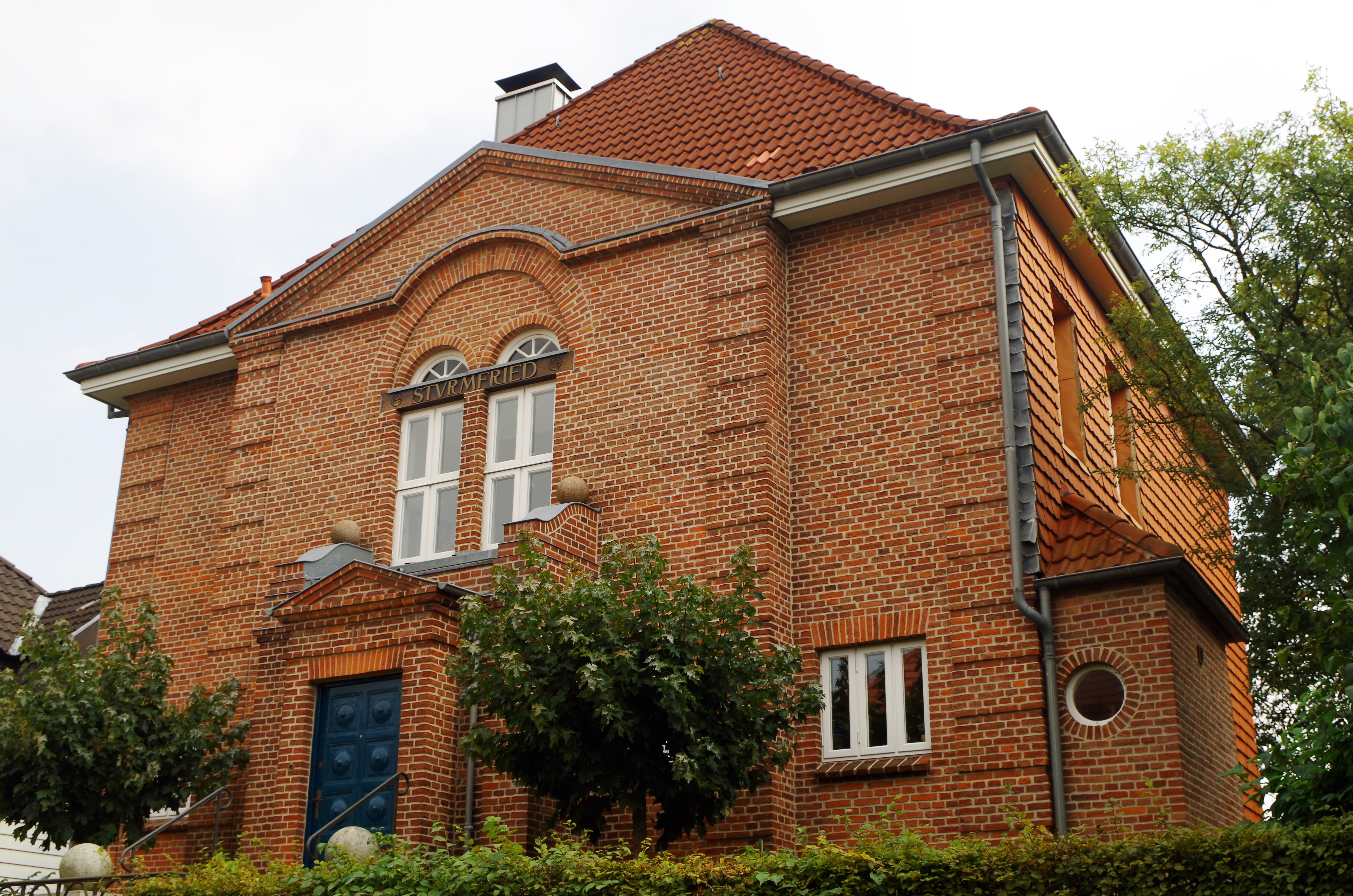
Die Villa Sturmfried von der Straßenseite

Die Villa Sturmfried in Flensburg-Friesischer Berg wurde Anfang des 20. Jahrhunderts errichtet. Sie gehört heute zu den Kulturdenkmalen der Stadt.

## Hintergrund
Der quadratische, zweigeschossige Backsteinbau wurde in den Jahren 1910/11 im Heimatschutzstil nach Plänen des Architekten Anton Huber errichtet. Die Gebäudefassade zur Straße hin besteht aus einem flach übergiebelten Mittelrisalit, mehreren Fenstern sowie einem Portal zu dem eine Freitreppe hinaufführt. Genauso wie die Villa Sturmfried wurden die benachbarten rotbacksteinernen Villen und Einfamilienhäuser ebenfalls im 20. Jahrhundert gebaut. Die Villa trug wie auch ihre Nachbargebäude ursprünglich die Adresse Klaus-Groth-Straße 37. Erst 1921 wurde dieser Teil der Klaus-Groth-Straße in Hebbelstraße umbenannt, so dass die Villa Sturmfried in Folge ihre heutige Anschrift „Hebbelstraße 11.“ erhielt. Die Villa Sturmfried wurde in neuerer Zeit aus geschichtlichen, künstlerischen und städtebaulichen Gründen unter Denkmalschutz gestellt.